# Аеропортівський гай
Аеропортівський гай — лісопарк в Одесі, що знаходиться у Хаджибейському районі біля аеропорту.
Був заснований у 1960х роках для захисту міста від надмірного шуму авіаційних двигунів. Також на території парку були висаджені фруктові сади Селекційно-генетичного інституту.

## Флора та Фауна
Парк поділений на декілька зон: дубовий гай, березова поляна, фруктові сади та кленовий гай. Також налічує багато здичавілих чагарників та поодиноких тополь.

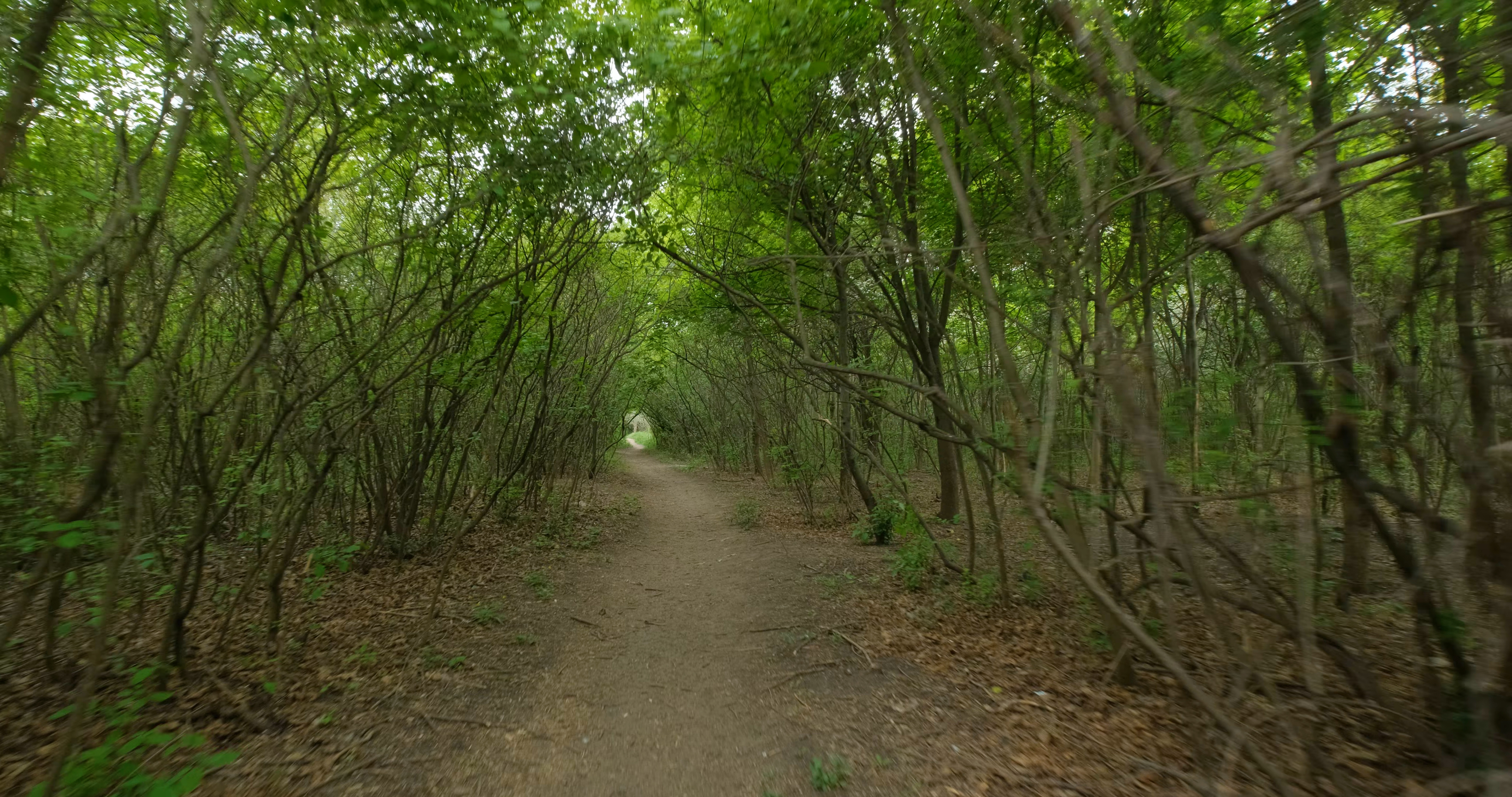
Tropa kusti

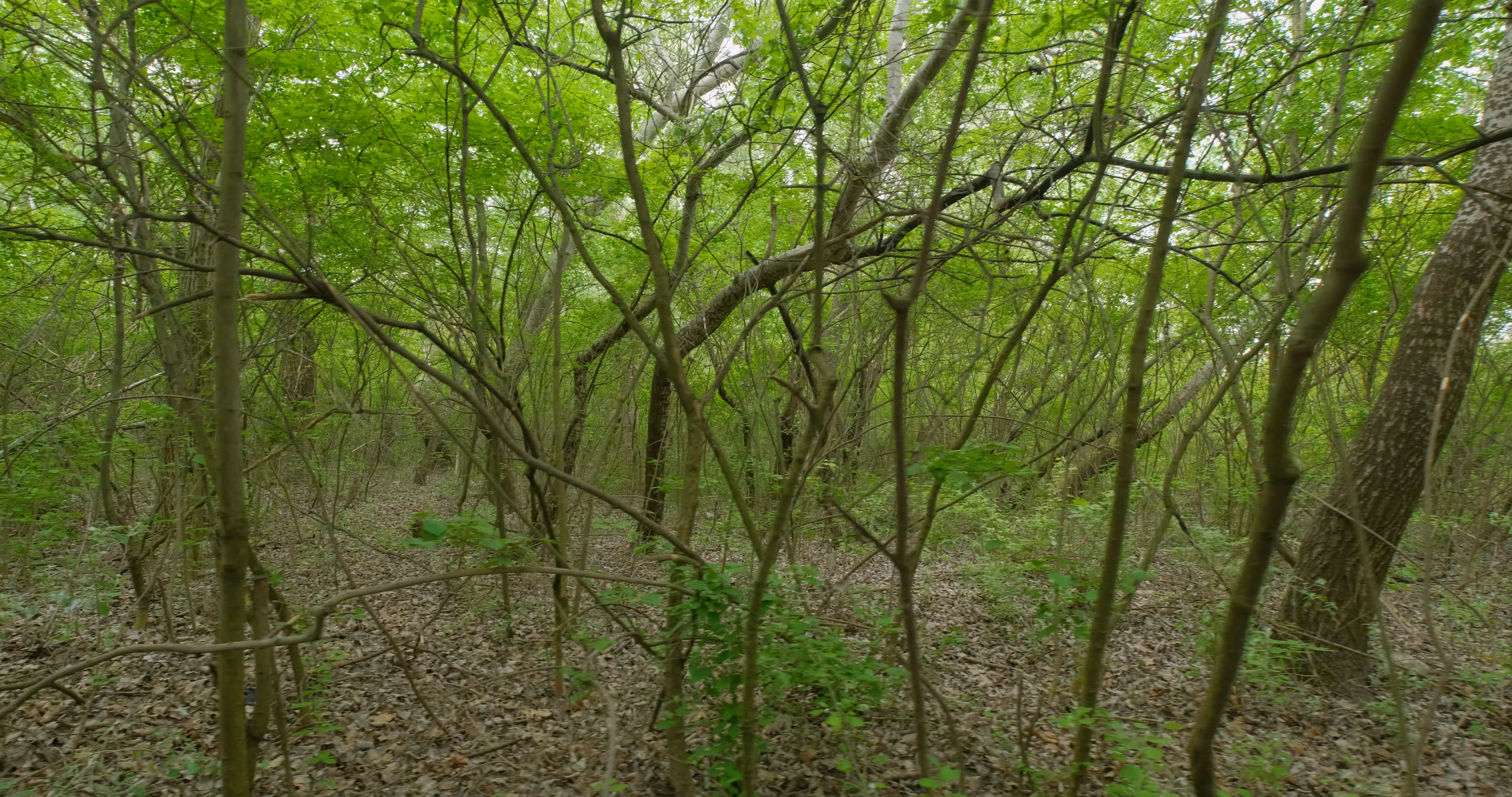
Diki kusti

В гаю велике різноманіття птахів, а саме: дятел, совка, вухата сова, вивільга, інколи трапляються фазани.
З ссавців можна зустріти вивірок та їжаків.

## Інфраструктура
Парк не обслуговується міською владою, але має саморобний футбольний та волейбольний майданчики, невелику зону для атлетичних вправ і велосипедну трасу, які збудовані місцевими жителями. Інколи силами одеситів проводяться прибирання та висадки дерев.